# Ali Wunsch-König
Ali Wunsch-König, geborene Wunsch (* 24. April 1927 in Leipzig; † 2. März 2008 in München), war eine deutsche Theaterschauspielerin sowie Gründerin und Leiterin der Neuen Münchner Schauspielschule.

## Leben
Ali Wunsch absolvierte ihre Schauspielausbildung an der Schauspielschule der Städtischen Bühnen Leipzig und hatte ihr erstes Engagement 1946 am Theater Quedlinburg. 1948 war sie in Dortmund engagiert, wo sie Günther König kennenlernte, mit dem sie später kurz verheiratet war. Bis 1959 war sie in Frankfurt am Main an den Städtischen Bühnen Frankfurt, am Fritz Rémond Theater und an der Komödie engagiert.
1960 hatte sie ein Gastspiel an der Staatsoper Berlin, ging im selben Jahr nach München und gründete dort zusammen mit Johannes Schütz die Neue Münchner Schauspielschule, eine private Schauspielschule, die sie dann ab 1965 allein leitete. Die Schule befand sich im  1. Stock des Hauses Kurfürstenplatz 2, wo sich im Gartenhaus im Hinterhof auch ihre Wohnung befand.
Wunsch-König verbrannte, vermutlich selbst verursacht, in ihrer Wohnung, wobei dieselbe relativ wenig Brandschäden erlitt. Nach ihrem Tod bezog ihre Schauspielschule Räumlichkeiten in der Münchner Dachauer Straße 15.